# Jean-Christophe Parisot de Bayard
Pour les articles homonymes, voir Parisot et Bayard.
Jean-Christophe Parisot de Bayard, né Jean-Christophe Parisot le 20 juin 1967 à Douala, au Cameroun et mort le 18 octobre 2020 à Montpellier, est un haut fonctionnaire français et un diacre permanent de l'Église catholique en France depuis 2002.
Myopathe, il devient, en 2012, le premier préfet handicapé de France.

## Biographie

### Jeunesse et études
Né le 20 juin 1967 à Douala au Cameroun, il est atteint de myopathie.
Étudiant à l'Institut d'études politiques de Paris, il est en 1986 vice-président du comité Sciences-Po avec Chirac. Il fonde la Ligue nationale des étudiants handicapés en 1989, rédige le premier livre blanc en faveur des étudiants handicapés et devient porte-parole des étudiants handicapés au ministère de l'Éducation nationale auprès de François Bayrou, ministre de l'époque. La même année, il obtient le diplôme de l'Institut. L’année suivante, il obtient un DEA en sociologie.
Après avoir rédigé le Manifeste des citoyens handicapés, avec pour parrain Hubert Reeves, il lance, en 1992, le Trophée de l'intégration avec l'aide de Nicolas Hulot et l’Observatoire des politiques locales du handicap.
En 1995, il devient docteur en science politique, puis rédige en 1997 avec Jacques Guyard un rapport sur le financement local de la demande sociale.

### Parcours professionnel
Fondateur et président du Collectif des démocrates handicapés, créé le 9 décembre 2000 à l'Assemblée nationale pour « rendre à la démocratie les éternels oubliés », il se déclare candidat aux élections présidentielles de 2002 et de 2007 mais n'obtient pas les parrainages nécessaires. En 2002, il reçoit seulement le soutien de 16 maires ; néanmoins, plus du double le soutiennent en 2007, autour de son slogan, « Loi handicap, une chance pour la France ».
Il est président du comité de soutien de Brigitte Fouré (UDF-centriste) de 2007 à 2014.
Après avoir été administrateur territorial en 1997 puis administrateur civil en 2007, il est nommé secrétaire général de la préfecture du Lot, le 2 septembre 2008, et devient ainsi le premier membre du corps préfectoral en situation de handicap. Le 28 octobre 2010, il est promu sous-préfet hors cadre puis est nommé le 15 février 2012 préfet en mission de service public sur le thème de l'exclusion. Par la même occasion, il devient le premier préfet handicapé de France.
En février 2007, le ministre de l'Éducation nationale Gilles de Robien le nomme au poste de délégué ministériel à l'Emploi et à l'Intégration des personnes handicapées. La création de ce poste, rattaché auprès du directeur général des ressources humaines du ministère, lui permet de favoriser le recrutement de personnes handicapées au sein de l'Éducation nationale, principal employeur de France, et ainsi de faciliter leur intégration. Ce poste lui permet également de faire de nombreuses recommandations, auprès de Xavier Darcos et de Valérie Pécresse afin de faciliter l'accès à l'enseignement supérieur des personnes handicapées. En même temps, il lance le dispositif Aide-Handicap-École.
Il travaille avec François Chérèque, inspecteur général des affaires sociales, dans la mise en œuvre du plan de lutte contre la pauvreté et pour l'inclusion sociale et avec Régis Guyot, délégué interministériel chargé de la lutte contre le racisme et l'antisémitisme.
Administrateur civil hors classe, il est, sur sa demande, titularisé en qualité de préfet par décret du président de la République en date du 29 septembre 2014.
En janvier 2016, il est nommé président du CORA de l'Hérault (Comité opérationnel de lutte contre le racisme et l'antisémitisme).

### Engagement religieux
À côté de son engagement politique, associatif et sociétal, Jean-Christophe Parisot a été ordonné  le 22 juin 2002 diacre permanent de l'Église catholique en France pour le diocèse d’Amiens.
En pleine polémique sur le Téléthon[Quand ?], il lance l'opération « Cathos pour le Téléthon »[Quoi ?] et reçoit alors le soutien de l'évêque d'Évry. Il est régulièrement appelé à faire des enseignements dans les rassemblements religieux (Lourdes, Paray-le-Monial). Il a écrit Jésus, visage de Dieu (éditions Baudelaire, 2019).

### Décorations
- Chevalier de l'ordre national du Mérite par Valérie Létard, secrétaire d'État aux Personnes handicapées.
- Le 1er janvier 2014, Manuel Valls le fait chevalier de l'ordre national de la Légion d'honneur.
- Le 2 mars 2017, le président international de la Renaissance française, Denis Fadda, lui remet la médaille d'or de l'association au titre de la Solidarité.

### Vie privée
Jean-Christophe Parisot de Bayard était marié et père de quatre enfants.
Il meurt à 53 ans des suite de la myopathie le 18 octobre 2020 à Montpellier.

## Publications
Il est l'auteur de plusieurs ouvrages :
- Vivre même si je souffre, éditions Saint-Paul  (ISBN 9782850498978) (2002)
- Ce mystérieux Monsieur Chopin, éditions L'Harmattan (2009)
- Le Rêve nubien', éditions Privat (2010)
- Préfet des autres, Paris, Desclée de Brouwer,  (ISBN 9782220063447) (2011)
- Louis XVII - dernières nouvelles du roi-Perdu, éditions Christian (2014)
- Marignan 1515 : la bataille des géants, éditions Christian (2015)
- Généalogie du magnifique chevalier Bayard, éditions Christian (2016)
- Bébés 2.0, De l'ubérisation de la filiation, éditions Chapitre.com (2018)
- Le Manifeste des humains fragiles (2020)
- Les filles d'Aliénor d'Aquitaine, éditions Christian (2021)